# Commentationes Biolicae
Commentationes Biolicae (abreviado Commentat. Biol.) fue una revista científica con ilustraciones y descripciones botánicas que fue publicada en Helsinki con los Vol.2-73, en los años 1926-1974.